# Смілка донецька
Смілка донецька, ушанка донецька як Otites donetzicus (Silene donetzica) — вид рослин з родини гвоздикових (Caryophyllaceae); зростає у центральній і східній Європі.

## Опис
Багаторічна або дворічна рослина 60–120 см. Листки опушені короткими волосками. Квіткові кільця дуже густі, часто квітки сидячі. Пелюстки зеленувато-жовті, 3–4 мм довжиною, коробочки подовжено-яйцеподібні, 5–8 мм завдовжки.

## Поширення
Поширений у центральній і східній Європі.
В Україні вид зростає на узліссях, кам'янистих схилах — на південному сході, спорадично.